# Hugo Charles Gustav van Lawick
Hugo Charles Gustav baron van Lawick (Batavia, Nederlands-Indië, 24 mei 1882 – Breda, Nederland, 13 september 1965) was als generaal-majoor in de periode rondom de Tweede Wereldoorlog gouverneur van de Koninklijke Militaire Academie (KMA) in Breda.

## Militair

#### Cavalerie
In 1905 werd Van Lawick aangesteld voor het Wapen der Cavalerie bij het 1e Regiment Huzaren, dat later het 4de Regiment Huzaren te Deventer werd. Hier bleef hij tot het uitbreken van de Eerste Wereldoorlog. In 1915 kwam hij bij de Staf cavalerie-brigade, waar hij in 1916 adjudant van de commandant werd.

#### KMA
Na de oorlog werd hij leraar aan de KMA totdat hij daar in 1934 als gouverneur werd aangesteld. Toen het Duitse leger de KMA bezet had, probeerden de Duitsers hem en een aantal andere hoge militairen over te halen om voor samenwerking met de Duitsers te tekenen. In ruil daarvoor zouden ze met rust gelaten worden. Hugo van Lawick en de andere militairen hebben dit echter geweigerd en zijn daarom als krijgsgevangene naar Duitsland afgevoerd. Overigens zijn ze als krijgsgevangenen waardig behandeld.
Na de oorlog werd hij militair raadsheer aan het Bijzonder Gerechtshof in Den Haag. Op 1 oktober werd hij eervol uit de militaire dienst ontslagen. Op 1 januari 1946 werd hij militair raadsheer aan het Bijzonder Gerechtshof in Den Bosch.

## Privéleven
Van Lawicks ouders waren Hugo Gustav van Lawick (1847-1897) en Wilhelmine Petronella Nicolasina Schuurman (1855-1939). Hij is twee keer getrouwd geweest. Uit zijn eerste huwelijk kreeg hij twee zoons waardoor hij de grootvader werd van  filmmaker Hugo Arndt Rodolf baron van Lawick.
Hugo van Lawick was Rechtsridder in de Johanniterorde,

## Onderscheidingen
Van Lawick was Commandeur in de Orde van de Eikenkroon, Ridder in de Orde van de Nederlandse Leeuw, Ridder in de Orde van Oranje-Nassau, drager van het Mobilisatie-Oorlogskruis. het Onderscheidingsteken voor Langdurige Dienst als Officier, het Mobilisatiekruis 1914-1918, de Vaardigheidsmedaille van het Nederlands Olympisch Comité en het Officierskruis van de Orde van de Kroon van Roemenië (met de zwaarden).
Als teken van het met succes afmaken van de Hogere Krijgsschool droeg hij op de rechterborst een "Gouden Zon".